# Strumigenys formosensis
Strumigenys formosensis är en myrart som beskrevs av Auguste-Henri Forel 1912. Strumigenys formosensis ingår i släktet Strumigenys och familjen myror. Inga underarter finns listade i Catalogue of Life.